# Jednorodność fizyczna kryształu
Jednorodność fizyczna kryształu – polega na tym, że kryształ w każdym swoim miejscu wykazuje jednakowe własności fizyczne skalarne. 
 Jest to jednak zależne od skali w jakiej przeprowadza się obserwację. Ciało jednorodne makroskopowo może okazać się niejednorodne mikroskopowo. 